# Błądziejewo
Błądziejewo (Błądziewno) – część wsi Płochocin w Polsce położona w województwie kujawsko-pomorskim, w powiecie świeckim, w gminie Warlubie.
Osada wchodzi w skład sołectwa Płochocin.
W latach 1975–1998 miejscowość administracyjnie należała do województwa bydgoskiego.